# Trzeszczyn
Trzeszczyn (do 1945 niem. Trestin) – wieś w Polsce położona w województwie zachodniopomorskim, w powiecie polickim, w gminie Police przy granicy miasta Police. Miejscowość jest usytuowana na Równinie Polickiej na skraju Puszczy Wkrzańskiej. Przez wieś przebiega droga wojewódzka nr 114.

## Historia
Przynależność polityczno-administracyjna:
- 1815–1866: Związek Niemiecki, Królestwo Prus, prowincja Pomorze
- 1866–1871: Związek Północnoniemiecki, Królestwo Prus, prowincja Pomorze
- 1871–1918: Cesarstwo Niemieckie, Królestwo Prus, prowincja Pomorze
- 1919–1933: Rzesza Niemiecka (Republika Weimarska), kraj związkowy Prusy, prowincja Pomorze
- 1933–1945: III Rzesza, prowincja Pomorze
- 1945–1946: Enklawa Policka – obszar podległy Armii Czerwonej
- 1946–1952: Rzeczpospolita Polska (Polska Ludowa), województwo szczecińskie
- 1952–1975: Polska Rzeczpospolita Ludowa, województwo szczecińskie
- 1975 - 1989: Polska Rzeczpospolita Ludowa, województwo szczecińskie
- 1989 - 1998: Rzeczpospolita Polska, województwo szczecińskie
- 1999 - teraz: Rzeczpospolita Polska, województwo zachodniopomorskie, powiat policki, gmina Police

Pierwsza wzmianka w 1276 r. jako Trestin. Od 1298 r. wieś należała do klasztoru w Tatyni. W XIV w stała się własnością prywatną. Wieś w 1621 całkowicie spłonęła. W 1938 w Trzeszczynie rozpoczęto budowę obozu dla robotników przymusowych polickiej fabryki benzyny.
27 kwietnia 1945 r. wieś została zajęta przez wojska radzieckie (2 Front Białoruski - 2 Armia Uderzeniowa) a oddana pod administrację polską we wrześniu 1946 r. po likwidacji tzw. Enklawy Polickiej.

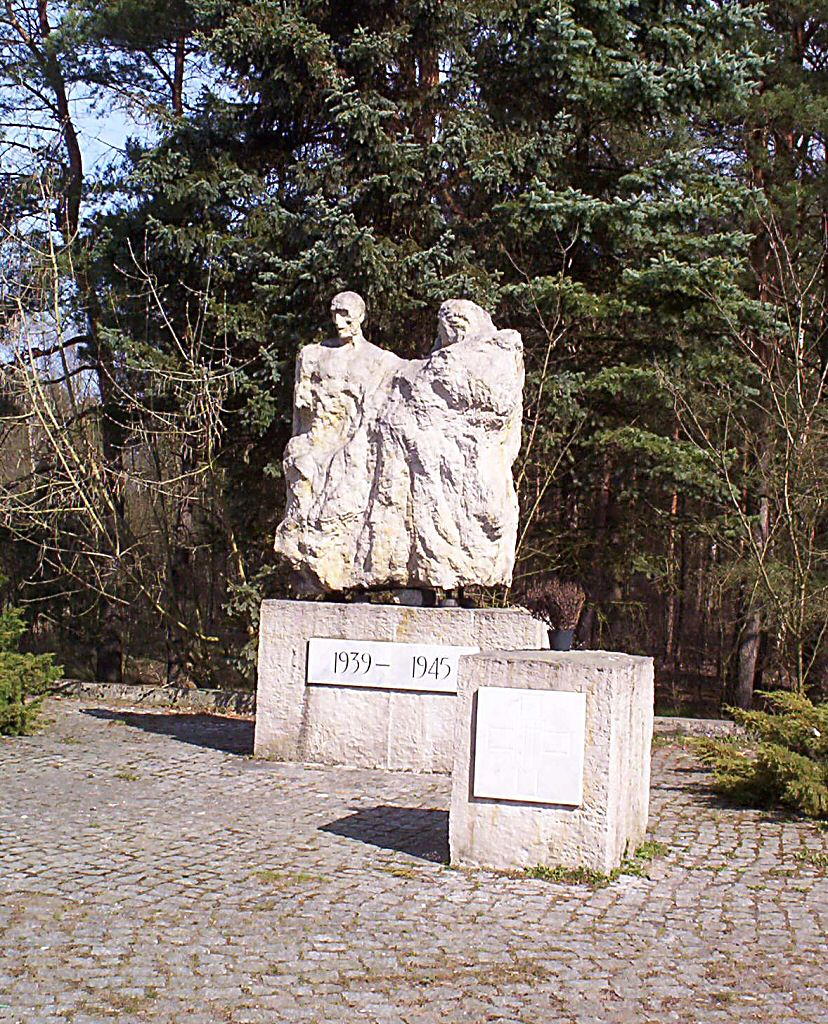
Pomnik ofiar obozów hitlerowskich na ziemi polickiej

Demografia:
- 1815 - 53 mieszk.
- 1862 - 235 mieszk.
- 1939 - 396 mieszk.

## Pomnik w Trzeszczynie
W zachodniej części miejscowości tuż obok skrzyżowania drogi wojewódzkiej nr 114 na odcinku Trzeszczyn-Tanowo z drogą prowadzącą na północ do Zakładów Chemicznych Police w Policach (w granicach miasta Police jest to ul. Kuźnicka) znajduje się pomnik ofiar faszyzmu 1939 - 1945 na ziemi polickiej z 1967 roku (autor: Mieczysław Welter) - zobacz Fabryka benzyny syntetycznej w Policach.
Przez wieś i obok pomnika prowadzą dwa szlaki turystyczne: pieszy Szlak Policki i rowerowy  Szlak „Puszcza Wkrzańska”.

## Komunikacja

### Drogi
DW114 - odcinek Tanowo-Police oraz droga od pomnika w Trzeszczynie do Zakładów Chemicznych Police (Police, ul. Kuźnicka).

### SPPKPolice
Linie autobusowe
- 103 do Starego Miasta w Policach, przez Nowe Miasto w Policach,
- 103 do osiedla Głębokie w Szczecinie przez Tanowo i Pilchowo